# Praekurnubia
Praekurnubia es un género de foraminífero bentónico de la subfamilia Kurbuniinae, de la familia Pfenderinidae, de la superfamilia Pfenderinoidea, del suborden Orbitolinina y del orden Loftusiida. Su especie tipo es Praekurnubia crusei. Su rango cronoestratigráfico abarca desde el Bathoniense hasta el Calloviense (Jurásico medio).

## Discusión
Clasificaciones previas incluían Praekurnubia en la superfamilia Ataxophragmioidea, así como en el suborden Textulariina del orden Textulariida o en el orden Lituolida.

## Clasificación
Praekurnubia incluye a las siguientes especies:
- Praekurnubia cretica †
- Praekurnubia crusei †